# Maciej Zworski

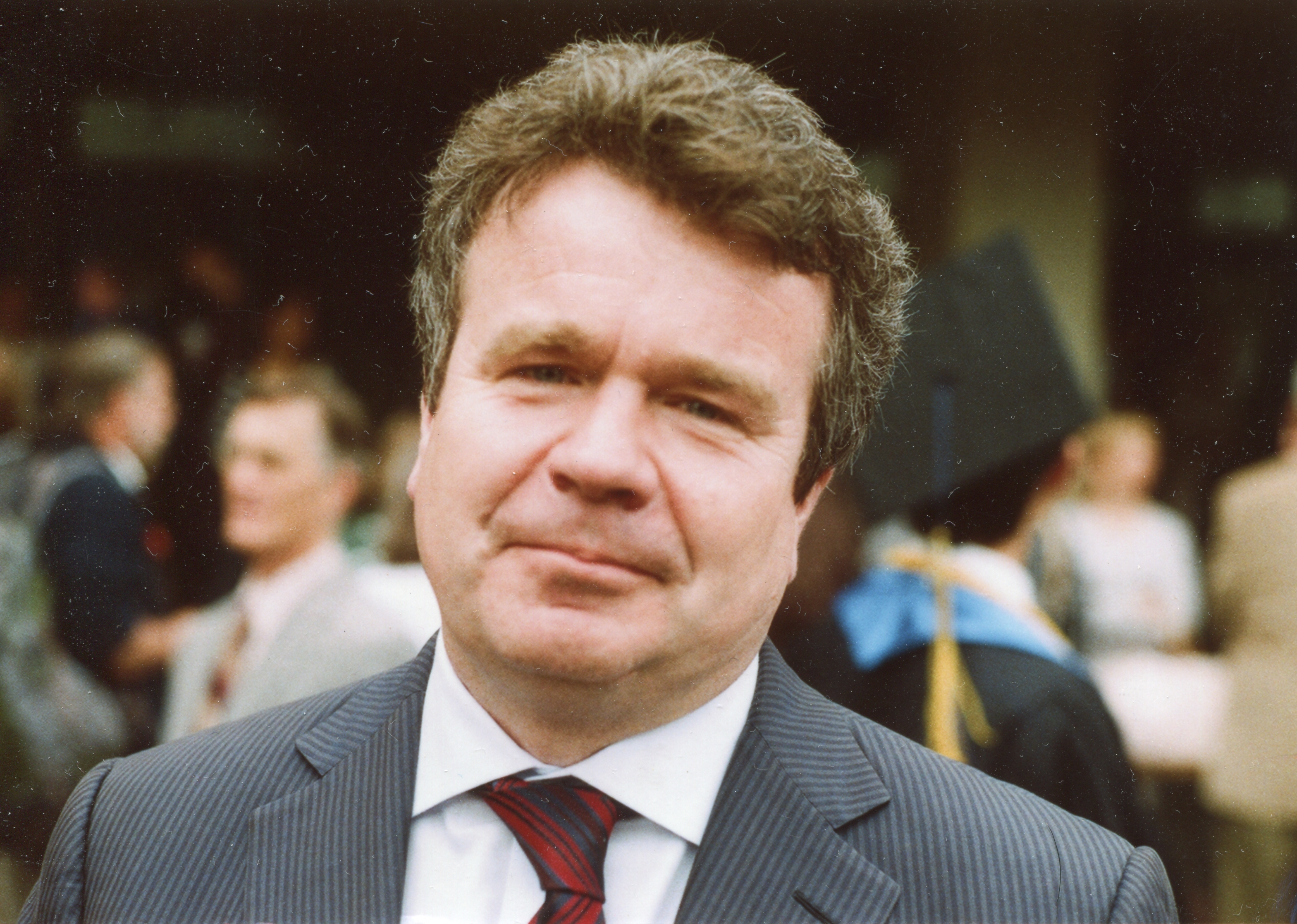
Maciej Zworski

Maciej Zworski (ur. w 1963 r. we Wrocławiu) – polsko-kanadyjski matematyk, od 1998 profesor Uniwersytetu Kalifornijskiego w Berkeley. W pracy naukowej zajmuje się m.in. równaniami różniczkowymi cząstkowymi i analizą mikrolokalną.

## Życiorys
Urodzony w Polsce (Wrocław), studiował w Wielkiej Brytanii (Imperial College London) i USA (Massachusetts Institute of Technology). Stopień doktora uzyskał w 1989 w Massachusetts Institute of Technology, promotorem doktoratu był Richard Burt Melrose.
Na początku kariery pracował na Uniwersytecie Harvarda, Uniwersytecie Johnsa Hopkinsa i University of Toronto, a od 1998 jest profesorem Uniwersytetu Kalifornijskiego w Berkeley.
Swoje prace publikował m.in. w najbardziej prestiżowych czasopismach matematycznych świata: „Annals of Mathematics”, „Journal of the American Mathematical Society”, „Inventiones Mathematicae” i „Acta Mathematica”. Jest lub był redaktorem m.in. „Duke Mathematical Journal”, „American Journal of Mathematics” i „Analysis & PDE”.
W 2002 roku wygłosił wykład sekcyjny na Międzynarodowym Kongresie Matematyków w Pekinie, w 2019 wykład plenarny na konferencji Dynamics, Equations and Applications (DEA 2019), a w 2024 na International Congress on Mathematical Physics. Członek Royal Society of Canada i American Academy of Arts and Sciences. W 1999 otrzymał nagrodę Coxetera-Jamesa Canadian Mathematical Society, a w 2019 Medal im. Wacława Sierpińskiego.
Wypromował kilkunastu doktorów m.in. Siemiona Diatłowa.